# Runzliger Obstbaumsplintkäfer
Der Runzlige Obstbaumsplintkäfer (Scolytus rugulosus) ist ein Rüsselkäfer aus der Unterfamilie der Borkenkäfer (Scolytinae). Da er seine Brutsysteme in der Rinde der Wirtsbäume anlegt, wird er den Rindenbrütern zugerechnet.

## Merkmale
Die Käfer werden 1,8 bis drei Millimeter lang und haben einen schwarz gefärbten, walzenförmigen Körper. Der Halsschild ist groß und vorne verengt, die Basis und die Seiten sind kantig gerandet. Es verdeckt von oben gesehen nicht den Kopf. Die Punkte auf dem Halsschild sind groß, länglich und oft zu Längsrunzeln verschmolzen. Die Stirn ist beim männlichen Käfer flach und dicht, kurz behaart, beim weiblichen Käfer ist die Stirn gewölbt und wenig behaart (Sexualdimorphismus). Die Stirn hat keinen Längskiel. Die Flügeldecken haben einheitliche Punktreihen, die nahe beisammenliegen und teilweise zu Längsrunzeln verlaufen. Die Flügeldecken sind rot gefärbt und tragen eine dunkle Mittelbinde und dunkle Seitenflecken. Das Abdomen steigt ab dem zweiten Sternit, welches ohne Dornfortsatz ist, zum Ende hin schräg auf. Die Schienen (Tibien) der Vorderbeine sind außen glatt und besitzen eine hakenförmig gekrümmte Spitze. Das dritte Tarsenglied ist zweilappig.

## Verbreitung
Die Art ist in Mittel-, Süd- und dem südlichen Nordeuropa, dem Nord-Kaukasus und auf der Krim verbreitet.

## Lebensweise
Der Runzlige Obstbaumsplintkäfer kommt vor allem an Prunus, Äpfeln (Malus), Birnen (Pyrus), Rosen (Rosa), seltener auch an Birken (Betula), Erlen (Alnus), Ulmen (Ulmus), Buchen (Fagus) und Haselnuss (Corylus avellana) vor. Er besiedelt die Rinde der Bäume. Das Fraßbild ist ein einarmiger Muttergang (Längsgang), von dem die Larvengänge seitlich abzweigen. Die Art bildet ein bis zwei Generationen pro Jahr, die Flugzeit ist von Juni bis Juli. Die Käfer sind monogam.

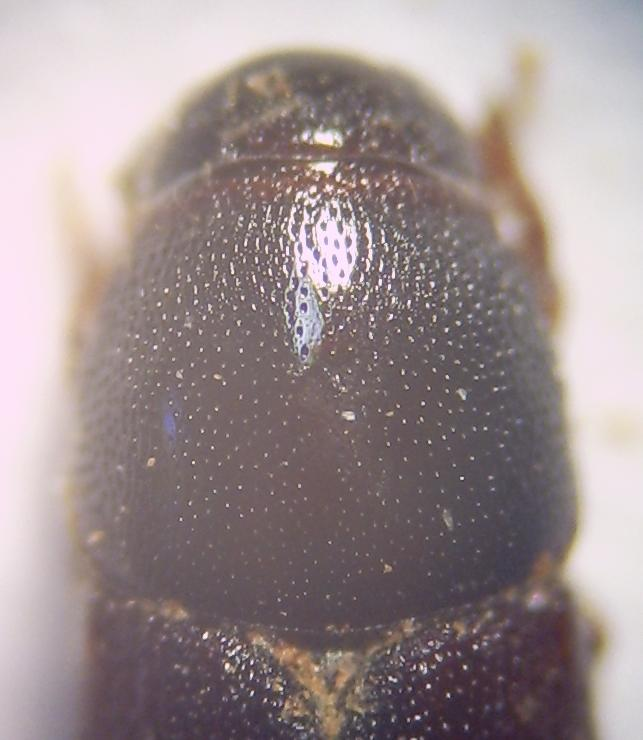
Halsschild mit großen, zu Längsrunzeln verlaufenden Punkten

## Systematik

### Synonyme
Aus der Literatur sind für den Runzligen Obstbaumsplintkäfer folgende Synonyme bekannt:
- Bostrichus rugulosus Müller, 1818 [species]
- Eccoptogaster rugulosus Ratzeburg, 1837
- Eccoptogaster punctatus Ratzeburg, 1837
- Scolytus haemorrhous Schmidberger, 1837
- Scolytus assimilis Boheman, 1858
- Scolytus rugulosus var. fauveli Reitter, 1894
- Scolytus fauveli Reitter, 1894
- Eccoptogaster mediterraneus Eggers, 1922
- Scolytus samarkandicus Butovitsch, 1929
- Scolytus caucasicus Butovitsch, 1929
- Scolytus rugulosus ssp. fauveli Butovitsch, 1929
- Scolytus rugulosus ssp. similis Butovitsch, 1929
- Scolytus similis Butovitsch, 1929
- Scolytus sanctaluciae Hoffmann, 1935
- Scolytus manglissiensis Lezhava, 1940
- Scolytus taxicola Lezhava, 1943
- Scolytus intermedius Sokanovskiy, 1960